# Èxtasi de Santa Teresa
L'Èxtasi de Santa Teresa és el grup escultòric central en marbre blanc situat en un edicle de la capella Cornaro, a l'església de Santa Maria della Vittoria, Roma. Fou concebut i realitzat per l'escultor Gian Lorenzo Bernini, que també va dissenyar la capella de marbre, estuc i pintura. Es considera una de les obres mestres escultòriques del Barroc romà. Va ser realitzada entre 1647 i 1651, per encàrrec del cardenal Cornaro, per ser col·locada on aniria la seva tomba.
La imatge representa santa Teresa d'Àvila, escriptora mística i reformadora de la societat religiosa, que va ser beatificada l'any 1614 per Pau V i canonitzada el 1622. Les dues figures principals deriven d'un episodi descrit per santa Teresa d'Àvila en un dels seus escrits, en què la santa explica com un àngel li travessa el cor amb un dard d'or. L'escena recull el moment en què l'àngel treu la fletxa, i l'expressió del rostre mostra els sentiments de Santa Teresa, barreja de dolor i plaer.